# Liste der Monuments historiques in Haironville
Die Liste der Monuments historiques in Haironville führt die Monuments historiques in der französischen Gemeinde Haironville auf.

## Liste der Immobilien
| Bezeichnung           | Beschreibung                          | Standort                   | Kennzeichnung | Schutzstatus   | Datum     | Bild           |
| --------------------- | ------------------------------------- | -------------------------- | ------------- | -------------- | --------- | -------------- |
| Brücke über die Saulx | aus dem 17. Jahrhundert               | Rue Charles Collet (Lage)  | PA00106543    | Inscrit        | 1950      | weitere Bilder |
| Château de la Varenne | 1506 erbaut; mit Parkanlage           | 11 rue Victor Pétin (Lage) | PA00106541    | Classé Inscrit | 1972 1993 |                |
| Château de la Forge   | auch Maison des Bourbons; 1735 erbaut | 1 rue Félix Raugel (Lage)  | PA00106542    | Inscrit        | 1947      | weitere Bilder |

## Liste der Objekte
| Bezeichnung                    | Beschreibung                                   | Standort                     | Kennzeichnung | Schutzstatus | Datum | Bild |
| ------------------------------ | ---------------------------------------------- | ---------------------------- | ------------- | ------------ | ----- | ---- |
| Skulptur Heiliger Remigius     | Kalkstein, 18. Jahrhundert                     | in der Kirche St-Rémi (Lage) | PM55001892    | Inscrit      | 2000  |      |
| Kelch und Patene               | Zinn, um 1790                                  | in der Kirche St-Rémi (Lage) | PM55001373    | Classé       | 2002  |      |
| Weihwasserkessel und Aspergill | Bronze, versilbert und vergoldet, 1870         | in der Kirche St-Rémi (Lage) | PM55001891    | Inscrit      | 2000  |      |
| Kelch (1)                      | Silber, vergoldet, Anfang des 19. Jahrhunderts | in der Kirche St-Rémi (Lage) | PM55000975    | Classé       | 1993  |      |
| Kelch (2)                      | Silber, 1750                                   | in der Kirche St-Rémi (Lage) | PM55000274    | Classé       | 1988  |      |